# マッチェム系
マッチェム系（マッチェムけい、Matchem Sire line）とは馬（主にサラブレッドとトロッター）の父系の一つ。ゴドルフィンアラビアン（Godolphin Arabian）を始祖とする。本来ならばゴドルフィンアラビアン系とすべきであるが、現在のゴドルフィンアラビアンの父系に属する馬は全てマッチェム（Matchem）の直系子孫であるためマッチェム系と呼ばれている。

## 歴史

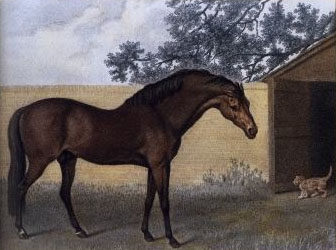
ゴドルフィンアラビアン

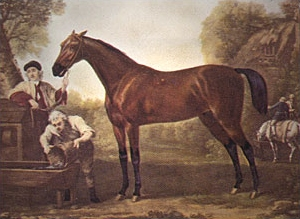
マッチェム

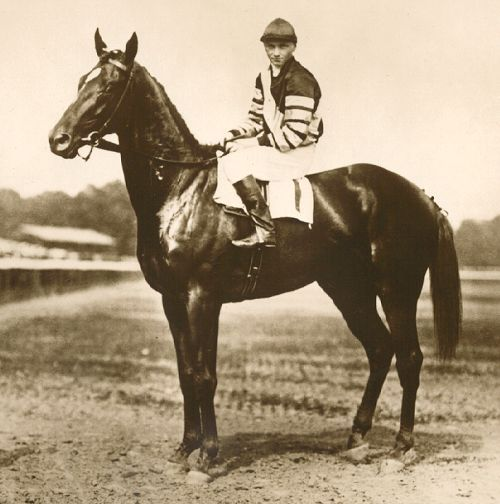
マンノウォー

マッチェム系は1730年ごろイギリスに輸入されたゴドルフィンアラビアンを祖としている。1748年にマッチェムを出すなど18世紀中頃までは大いに栄えたが、その後は他系統からヘロド、エクリプスが出たのに対し、マッチェム系はそれらに対抗する馬が出なかったため現在に至るまで勢力は大きくない。
21世紀初頭の段階では、フランスのヤングラトラー系、南アメリカに残存するハリーオン系、アメリカ合衆国のマンノウォー系の3系統が残っている。ヤングラトラーはフランストロッターに存在する父系で、2007,08年にオフショアドリームがフランスの最大競走であるアメリカ賞連覇を達成するなどまだ活躍馬を出している。ハリーオン系は、ブラジルに輸出されたアンリルバラフレ、ベイナウンの2系統がわずかに残り、こちらもサラブレッドの血統からは退場しつつあるものの、セルフランセやアングロノルマンなど馬術分野で一定の勢力を築いている。マンノウォー系はマッチェム系の中心的存在で、アメリカ合衆国及びフランスで活躍している。
北米における種付け頭数の推移は、
- 2004年　2,307頭
- 2013年　1,706頭
- 2014年　1,434頭
- 2015年　1,236頭
- 2016年　1,124頭
- 2017年　912頭
- 2018年　527頭
- 2020年　468頭
- 2021年　307頭

と低下傾向にあり、安定性が揺らいでいる。欧州においては、Dream Aheadを中心に2020年度で250頭前後の種付け数を確保している。

## サイアーライン
- Godolphin Arabian 1724
  - Lath 1732
  - Regulus 1739
  - Blank 1740
  - Gower Stallion 1740
    - Sweepstakes 1749
      - Trentham 1766
        - Driver 1783
          - Hannibal 1801

  - Cripple 1750
    - Gimcrack 1760

  - Cade 1734
    - Matchem 1748
      - Magnum Bonum 1773
        - Old Rattler 1784
          - Rattler 1800
            - Young Rattler 1811　　　---↓ヤングラトラー系
              - Imperieux 1825
                - Voltaire 1833
                  - Kapirat 1844
                    - Conquerant 1858　ここからトロッター

      - Conductor 1767
        - Trumpator 1782 → Penelope 1798
          - Paynator 1791
            - Dr.Syntax 1811→Beeswing 1833

          - Sorcerer 1796
            - Comus 1809
              - Humphrey Clinker 1822
                - Melbourne 1834
                  - West Australian 1850
                    - Australian 1858
                      - Spendthrift 1876
                        - Hastings 1893
                          - Fair Play 1905
                            - Mad Hatter 1916
                              - Cocked Hat 1929
                                - Opera Hat 1935

                            - Man o' War 1917　　　---→マンノウォー系へ
                            - Galgo 1921
                              - Galgo Jr. 1928

                            - Ladkin 1921
                              - Ladder 1928
                                - Bunty Lawless 1935
                                  - Windfields 1943
                                    - *カナディアンチャンプ 1953
                                      - Canebora 1960

                                    - Winisteo 1957

                                  - Bunty's Flight 1953
                                  - Major Flight 1956

                            - Chance Play 1923
                              - Psychic Bid 1932
                              - Grand Slam 1933
                              - Some Chance 1939
                                - Cornwall 1947
                                  - Towson 1958

                                - Primate 1949

                              - Pot O'Luck 1942

                            - Display 1923
                              - Discovery 1931
                                - New World 1938
                                - Knockdown 1943
                                - Whistling Wind 1943
                                - Loser Weeper 1945

                    - Solon 1861
                      - Arbitrator 1874
                        - Kilwarlin 1884
                          - Ogden 1894
                            - Sir Martin 1906
                            - The Finn 1912
                              - Zev 1920

                      - Barcaldine 1878
                        - Marco 1892
                          - Beppo 1903
                            - *チヤペルブラムプトン Chapel Brampton 1912 → アストラル 1921

                          - Marcovil 1903
                            - Hurry On 1913　　　---→ハリーオン系へ
                            - Milton 1916
                              - Penny Royal 1933

                          - Neil Gow 1907
                            - Re-Echo 1919
                              - Requiebro 1930